# David Romo
Pour les articles homonymes, voir Romo.
David Romo est un footballeur français né le 7 août 1978 à Nîmes. Il est milieu.

## Biographie
Champion d'Europe juniors en 1997, il évolue de 2007 à 2009 en DH à l'AS Cozes avec d'anciens joueurs pro comme Ghislain Bagnon et Teddy Bertin.
Pour la saison 2009/2010, il devient entraîneur-joueur de l'AS Cozes.

## Carrière
- 1995 - 2000 : EA Guingamp[2]
- 2000 - 2001 : Swansea City[3]
- 2002 - 2005 : AS Cherbourg[4]
- 2007 - 2009 : AS Cozes (DH)
- 2010 - : US Saujon

## Palmarès
- Vainqueur du Championnat d'Europe de football des moins de 19 ans 1997
- Vainqueur de la coupe de la ligue du Centre-Ouest